# Elecciones municipales de Machala de 2019
Las elecciones municipales de Machala de 2019 hacen referencia al proceso electoral que se llevó a cabo el 24 de marzo de dicho año con el fin de designar a las autoridades locales para el período 2019-2023.
El ganador de las elecciones fue Darío Macas, por la alianza "Juntos Haremos Historia" (Unidad Popular y Avanza) que ganó en todas las parroquias del cantón, reemplazando así al alcalde actual, candidato a la reelección Carlos Falquéz Aguilar.

## Preparación

### Precandidaturas retiradas
| Lista | Logo | Partido / Movimiento         | Precandidato      | Fecha de retiro   | Razón                                                                | Ref |
| ----- | ---- | ---------------------------- | ----------------- | ----------------- | -------------------------------------------------------------------- | --- |
| 19    |      | Movimiento Unión Ecuatoriana | Telmo Concha      | Enero de 2019     | Su partido eligió a otro candidato                                   |     |
| 21    |      | Movimiento CREO              | Ginger Noblecilla | Diciembre de 2018 | Discrepancias respecto de las alianzas de CREO con otros movimientos |     |

## Candidatos
| Lista            | Logo | Partido / Movimiento | Candidato                  | Ref |
| ---------------- | ---- | --- | -------------------------- | --- |
| 1 9 17 20 35 100 |      | Machala para Todos Conformado por: - Centro Democrático - Movimiento Libertad es Pueblo - Partido Socialista Ecuatoriano - Democracia Si - Alianza PAIS - Movimiento Emprendimiento, Justicia y Oportunidades Reales | Favián Aguilar Espinoza    |     |
| 2 8              |      | Juntos Haremos Historia Conformado por: - Unidad Popular - Avanza | Darío Macas Salvatierra    |     |
| 3                |      | Partido Sociedad Patriótica | Ricardo Veintemilla Lozano |     |
| 5                |      | Fuerza Compromiso Social | Diego Yánez Vega           |     |
| 6                |      | Partido Social Cristiano | Carlos Falquéz Aguilar     |     |
| 7                |      | Adelante Ecuatoriano Adelante | Saúl Rubio Roldán          |     |
| 10               |      | Fuerza Ecuador | Virgilio López Machuca     |     |
| 11               |      | Movimiento Justicia Social | Rony Aguilar Murillo       |     |
| 18               |      | Pachakutik | Wilmer Cueva Palacios      |     |
| 19               |      | Unión Ecuatoriana | Roque Orellana Quezada     |     |
| 51               |      | Movimiento Concertación | Verónica Arreaga Ramirez   |     |
| 70               |      | Movimiento Autonómico Regional | José Rosado Cevallos       |     |
| 127 88 21        |      | Movimiento Somos Igualdad, Integridad e Integración Movimiento Cambio Positivo Movimiento CREO | Fernando Quezada Valle     |     |

## Resultados

### Elección de alcalde
| Lista            | Partido / Movimiento                                                                           | Candidato              | Votos | %      |
| ---------------- | ---------------------------------------------------------------------------------------------- | ---------------------- | ----- | ------ |
| 1 9 17 20 35 100 | Machala para Todos                                                                             | Favián Aguilar         | 11342 | 7.23%  |
| 2 8              | Juntos Haremos Historia                                                                        | Darío Macas            | 51620 | 32.89% |
| 3                | Partido Sociedad Patriótica                                                                    | Ricardo Veintemilla    | 1468  | 0.94%  |
| 5                | Fuerza Compromiso Social                                                                       | Diego Yánez            | 18866 | 12.92% |
| 6                | Partido Social Cristiano                                                                       | Carlos Falquéz Aguilar | 35917 | 22.88% |
| 7                | Adelante Ecuatoriano Adelante                                                                  | Saúl Rubio             | 1159  | 0.74%  |
| 10               | Fuerza Ecuador                                                                                 | Virgilio López         | 1382  | 0.88%  |
| 11               | Movimiento Justicia Social                                                                     | Rony Aguilar           | 596   | 0.38%  |
| 18               | Pachakutik                                                                                     | Wilmer Cueva           | 671   | 0.43%  |
| 19               | Unión Ecuatoriana                                                                              | Roque Orellana         | 1848  | 1.18%  |
| 51               | Movimiento Concertación                                                                        | Verónica Arreaga       | 2068  | 1.32%  |
| 70               | Movimiento Autonómico Regional                                                                 | José Rosado            | 14299 | 9.11%  |
| 127 88 21        | Movimiento Somos Igualdad, Integridad e Integración Movimiento Cambio Positivo Movimiento CREO | Fernando Quezada       | 15733 | 10.02% |

### Nómina de Concejales Electos

#### Circunscripción Urbana 1
| Partido | Concejal        |
| --- | --------------- |
| Partido Social Cristiano | Mirka Cabrera   |
| Partido Social Cristiano | Jorge Álvarez   |
| Fuerza Compromiso Social | Marco Castro    |
| Unidad Popular Avanza | Roberto Cornejo |
| Centro Democrático Movimiento Libertad es Pueblo Partido Socialista Ecuatoriano Democracia Sí Alianza PAÍS Movimiento Emprendimiento, Justicia y Oportunidades Reales | Alex Díaz       |

#### Circunscripción Urbana 2
| Partido                                                                                     | Concejal       |
| ------------------------------------------------------------------------------------------- | -------------- |
| Partido Social Cristiano                                                                    | Salomón Fadul  |
| Partido Social Cristiano                                                                    | Liliana Loayza |
| Fuerza Compromiso Social                                                                    | Rocío Luna     |
| Unidad Popular Avanza                                                                       | Yovani Quimí   |
| Movimiento Somos Igualdad, Impulso e Integración Movimiento Cambio Positivo Movimiento CREO | Luis Gaibor    |

#### Circunscripción Rural
| Partido | Concejal     |
| --- | ------------ |
| Centro Democrático Movimiento Libertad es Pueblo Partido Socialista Ecuatoriano Democracia Sí Alianza PAÍS Movimiento Emprendimiento, Justicia y Oportunidades Reales | Kevin Chamba |